# Кольцовка (Омская область)
Кольцовка — деревня в Муромцевском районе Омской области России. Входит в состав Низовского сельского поселения .

## История
Основана в 1896 г. В 1928 году состояла из 87 хозяйств, основное население — русские. Центр Кольцовского сельсовета Мало-Красноярского района Барабинского округа Сибирского края.

## Население
| 1926 | 2010 |
| ---- | ---- |
| 548  | ↘0   |